# Mark Stevens (actor)

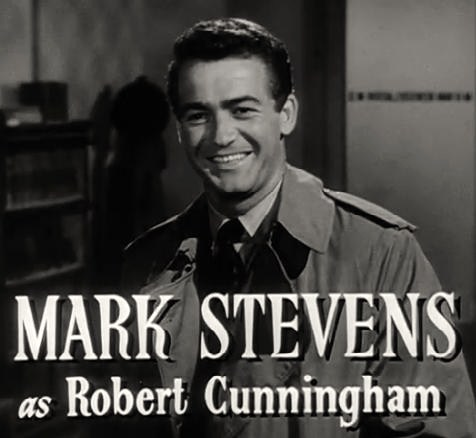
Mark Stevens en Nido de víboras (1948)

Mark Stevens (13 de diciembre de 1916 – 15 de septiembre de 1994) fue un actor cinematográfico y televisivo de nacionalidad estadounidense, conocido por ser uno de los cuatro que encarnaron al personaje principal de la serie televisiva Martin Kane, Private Eye, emitida por la NBC entre 1949 y 1954.

## Biografía
Su verdadero nombre era Richard William Stevens, y nació en Cleveland, Ohio. En sus inicios Stevens estudió para ser pintor, dedicándose posteriormente al teatro y trabajando como locutor radiofónico en Akron, Ohio.
Mudado a Hollywood, fue contratado en 1943 por Warner Brothers con un salario de 100 dólares a la semana. El estudio oscureció y alisó su pelo y ocultó sus pecas. En un principio llamado Stephen Richards, obtuvo pequeños papeles, a menudo sin créditos, en cintas como Destination Tokyo (1943), Passage to Marseille (1944), The Doughgirls (1944), Hollywood Canteen (1944), Objetivo Birmania (1945), God Is My Co-Pilot (1945), The Horn Blows at Midnight (1945), Rhapsody in Blue (1945) y Pride of the Marines (1945). Habitualmente sus personajes eran soldados.
Finalizado su período con Warner Bros., fue contratado por 20th Century Fox, que le dio el nombre de Mark Stevens, según sugerencia de Darryl F. Zanuck. Su primera cinta con la productora fue Within These Walls (1945), siendo el cuarto actor en los créditos, interpretando un personaje romántico. Prestado a RKO, hizo el primer papel en From This Day Forward (1946), actuando con Joan Fontaine.
De nuevo en Fox, Stevens trabajó en The Dark Corner (1946) con Lucille Ball y Clifton Webb, un film negro que quería repetir el éxito de Laura (1944). En 1946 los empresarios de las salas lo consideraban la quinta estrella más prometedora.
Fox le dio la oportunidad de actuar en un musical con June Haver, I Wonder Who's Kissing Her Now (1947), que fue un gran éxito, y en el cual encarnaba a Joseph E. Howard. También tuvo éxito The Street with No Name (1948), junto a Richard Widmark, y Nido de víboras (1948), con Olivia de Havilland.
Stevens actuó en el western Sand (1949) y en otro musical biográfico junto a Haver, Oh, You Beautiful Doll (1949), con el papel de Fred Fisher. Además, trabajó con William Powell en Dancing in the Dark (1949).
Cedido a MGM, fue Matthew Kinston, actuando junto a Deborah Kerr, en Please Believe Me (1950). También trabajó para Columbia, en el film negro Between Midnight and Dawn (1950).
Después fue contratado por Universal, actuando en Target Unknown (1951), un film bélico; Katie Did It (1951), una comedia romántica; Little Egypt (1951), con Rhonda Fleming, y Reunion in Reno (1951).
Stevens fue protagonista en el año 1951 de la serie televisiva de DuMont Television Network News Gal, que en 1957 fue emitida en redifusión por la ABC.
Otra actuación de Stevens llegó con la película Mutiny, producida por King Brothers Productions en 1952, año en el cual viajó a Inglaterra para actuar en The Lost Hours.
También para la pequeña pantalla, entre 1954 y 1956 Stevens fue un editor de periódicos en la serie de CBS Big Town, reemplazando a Patrick McVey, que había hecho el papel entre 1950 y 1954. 
En los años 1950 Stevens también trabajó como director, realizando películas como Cry Vengeance (1954), Time Table (1956), Gun Fever (1958), Man on a Raft (1958), The Man in the Water (1963) y Sunscorched (1966).
Ya semirretirado, Stevens siguió actuando en los años 1960 en Europa, con películas como España otra vez (1969) y La furia del hombre lobo (1972).
Finalmente, en los años 1980 actuó en las series televisivas Magnum P.I. y Murder, She Wrote.
Mark Stevens falleció en el año 1994 en Majores, España, a causa de un cáncer, a los 77 años de edad. Había estado casado con la actriz Annelle Hayes, con la que tuvo dos hijos.
Por su contribución a la industria televisiva, a Mark Stevens se le concedió una estrella en el Paseo de la Fama de Hollywood, en el 6637 de Hollywood Boulevard.

## Filmografía

### Cine
- 1943 : Destination Tokyo, de Delmer Daves
- 1944 : Passage to Marseille, de Michael Curtiz
- 1944 : Roaring Guns, de Jean Negulesco
- 1944 : The Doughgirls, de James V. Kern
- 1944 : Hollywood Canteen, de Delmer Daves
- 1945 : Objetivo Birmania, de Raoul Walsh
- 1945 : God Is My Co-Pilot, de Robert Florey
- 1945 : The Horn Blows at Midnight, de Raoul Walsh
- 1945 : Rhapsody in Blue, de Irving Rapper
- 1945 : Within These Walls, de H. Bruce Humberstone
- 1945 : Pride of the Marines, de Delmer Daves
- 1946 : From This Day Forward, de John Berry
- 1946 : The Dark Corner, de Henry Hathaway
- 1947 : I Wonder Who's Kissing Her Now, de Lloyd Bacon
- 1948 : The Street with No Name, de William Keighley
- 1948 : Nido de víboras, de Anatole Litvak
- 1949 : Sand, de Louis King
- 1949 : Oh, You Beautiful Doll, de John M. Stahl
- 1949 : Dancing in the Dark, de Irving Reis
- 1950 : Please Believe Me, de Norman Taurog
- 1950 : Between Midnight and Dawn, de Gordon Douglas
- 1951 : Target Unknown, de George Sherman
- 1951 : Katie Did It, de Frederick de Cordova
- 1951 : Little Egypt, de Frederick De Cordova
- 1951 : Reunion in Reno, de Kurt Neumann
- 1952 : Mutiny, de Edward Dmytryk
- 1952 : The Lost Hours, de David MacDonald
- 1952 : Torpedo Alley, de Lew Landers
- 1953 : Jack Slade, de Harold D. Schuster
- 1954 : Cry Vengeance, de Mark Stevens
- 1956 : Time Table, de Mark Stevens
- 1957 : Gunsight Ridge, de Francis D. Lyon
- 1958 : Gun Fever, de Mark Stevens
- 1958 : Gunsmoke in Tucson, de Thomas Carr
- 1960 : September Storm, de Byron Haskin
- 1963 : Escape from Hell Island, de Mark Stevens
- 1964 : Fate Is the Hunter, de Ralph Nelson
- 1964 : Der Fall X701, de Bernard Knowles
- 1965 : Tierra de fuego, de Jaime Jesús Balcázar y Mark Stevens
- 1966 : Vaya con dios gringo, de Edoardo Mulargia
- 1969 : Cry for Poor Wally, de Marty Young
- 1969 : España otra vez, de Jaime Camino
- 1970 : La Lola, dicen que no vive sola, de Jaime de Armiñán
- 1971 : ¿Es usted mi padre?, de Antonio Giménez-Rico
- 1972 : La furia del hombre lobo, de José María Zabalza

### Televisión
- 1949 : Your Show Time (serie TV), 1 episodio
- 1952 : Hollywood Opening Night (serie TV), 1 episodio
- 1953 : General Electric Theater (serie TV), 1 episodio
- 1952-1953 : The Ford Television Theatre (serie TV), 3 episodios
- 1953-1954 : Martin Kane, Private Eye (serie TV), 4 episodios
- 1954 : Lux Video Theatre (serie TV), 2 episodios
- 1955 : Celebrity Playhouse (serie TV), 1 episodio
- 1954-1956 : Big Town (serie TV), 80 episodios
- 1952-1957 : Schlitz Playhouse of Stars (serie TV), 5 episodios
- 1957 : News Gal (serie TV), 1 episodio
- 1957 : Wagon Train (serie TV), 1 episodio
- 1957 : Jane Wyman Presents the Fireside Theatre (serie TV), 1 episodio
- 1957-1958 : Zane Grey Theater (serie TV), 2 episodios
- 1958 : Decision (serie TV), 1 episodio
- 1958 : Letter to Loretta (serie TV), 2 episodios
- 1959 : Sunday Showcase (serie TV), 1 episodio
- 1960 : Overland Trail (serie TV), 1 episodio
- 1962 : Bus Stop (serie TV), 1 episodio
- 1962 : Rawhide (serie TV), 1 episodio
- 1975 : Kojak (serie TV), 1 episodio
- 1975 : Police Story (serie TV), 1 episodio
- 1975 : Bronk (serie TV), 1 episodio
- 1976 : S.W.A.T. (serie TV), 1 episodio
- 1978 : The Eddie Capra Mysteries (serie TV), 1 episodio
- 1986 : Murder, She Wrote (serie TV), 1 episodio
- 1987 : Simon & Simon (serie TV), 1 episodio
- 1987 : El espantapájaros y la señora King (serie TV), 1 episodio
- 1987 : Magnum P.I. (serie TV), 1 episodio
- 1987 : The Law and Larry McGraw (serie TV), 1 episodio

## Radio
- 1947 : Suspense, episodio "Tree of Life"[5]
- 1947 : Suspense, episodio From This Day Forward[6]
- 1952 : Cavalcade of America, episodio "The Yankee and the Scales"[7]